# Tinosu
Tinosu è un comune della Romania di 2 417 abitanti, ubicato nel distretto di Prahova, nella regione storica della Muntenia. 
Il comune è formato dall'unione di 3 villaggi: Predești, Pisculești, Tinosu.